# Валхерен
Ва́лхерен (нидерл. Walcheren) — остров (после строительства в 1871 году дамбы фактически полуостров) на юге Нидерландов. В ряде русскоязычных энциклопедий, в том числе в «ЭСБЕ» и «БСЭ», название переведено с мягким знаком — Вальхерен.

## География
Полуостров Валхерен находится на крайнем юго-западе Нидерландов, в провинции Зеландия. Он омывается водами Западной Шельды, Северного моря и озера Версе-Мер. На востоке полуостров граничит с другим полуостровом, Зюд-Бевеландом. На северо-востоке он с 1961 года соединён дамбой с островом Норд-Бевеланд. До 1871 года Валхерен был островом; строительство дамбы соединило его с материком, затем были проведены осушительные работы по обе стороны дамбы.
Площадь полуострова составляет 215,72 км². Численность населения равна 114 559 человек (2010). Плотность населения — 526 чел./км².
Природный ландшафт полуострова ранее был болотистый, на западе же Валхерена, вдоль морского побережья в XIII столетии образовалась цепь песчаных дюн, служившая защитой от приходящих со стороны Северного моря бурь. Почва плодородна; отличные пастбища.
В административном отношении Валхерен подразделяется на три общины — Мидделбург (центр провинции Зеландия), Флиссинген и Вере. В последнюю входит и самый большой морской курорт Валхерена, Домбург.

## История
Остров Валхерен был заселён ещё в древнеримские времена. Так, археологами здесь было обнаружено и исследовано место поклонения богине Нехаленнии. В период приблизительно с 300 по 700 год из-за частых наводнений остров был покинут людьми. При императоре Лотаре на Валхерене обосновались викинги из Хедебю — братья Гаральд Младший и Рёрик Дорестадтский (согласно одной из гипотез, известный в древнерусских летописях под именем Рюрика).
На Валхерене сохранились руины построенных здесь в Средневековье замков (например — в Ост-Субурге, из эпохи Каролингов). Средневековые укрепления сохранились также в городах Мидделбург и Домбург. Около 1100 года остров был защищён системой польдеров.
30 июля 1809 года, во время наполеоновских войн на острове высадился британский экспедиционный корпус (39 тысяч человек), задачей которого было ведение боевых действий против французских войск, сосредоточенных в районе Флиссингена. Экспедиция закончилась неудачно, вследствие разразившейся эпидемии англичане к 9 декабря вынуждены были очистить Валхерен.
В годы Второй мировой войны Валхерен был укреплён немецкими войсками, построившими здесь цепь бетонных бункеров, ставших частью Атлантического вала и служивших защитой устью Шельды, через которое проходит путь к порту Антверпена. 1 ноября 1944 года на полуостров с трёх сторон высадились англо-канадские войска (Битва при Шельде). В результате многочисленных бомбардировок и интенсивных артобстрелов были разрушены дамбы и часть полуострова была затоплена. После недели упорных боёв остров был очищен от немецких войск.